# NGC 134
NGC 134 este o galaxie spirală situată în constelația Sculptorul, membră a grupului de galaxii NGC 134. A fost descoperită în 7 iulie 1826 de către James Dunlop. De asemenea, a fost observată încă o dată în 25 septembrie 1834 de către John Herschel.